# Liste des comtes de Salinas
Pour les articles homonymes, voir Salinas (homonymie).
Le titre de comte de Salinas est un titre espagnol (conde de Salinas), attribué en 1470 à Diego Gómez Sarmiento y Mendoza, auparavant sire de Sarmiento, par le roi Henri IV de Castille.
1. Pedro Ruiz Sarmiento
2. Diego Perez Sarmiento
3. Diego Gomez Sarmiento, poète (1565-1630)
4. Rodrigo Sarmiento, fils de Diego Gomez
5. Marina Sarmiento, fille de Rodrigo Sarmiento
6. le 7e comte de Salinas est Rodrigo de Silva, fils de Marina Sarmiento